# Xiphactinus
Genre
Espèces de rang inférieur
- † X. audax (type) Leidy, 1870
- † X. vetus (Leidy, 1856)

Synonymes
Xiphactinus (l'« épée raie », en grec) est un genre éteint de grands poissons osseux (téléostéens) de la famille des ichthyodectidés parfois surnommés « poissons bouledogues » en raison de leur bouche prognathe. Il était présent au Crétacé supérieur dans la voie maritime intérieure de l'Ouest située au centre de l'Amérique du Nord.

## Description
Adulte, ce grand poisson carnassier mesurait de 4 à 5 mètres. Il ressemblait, en bien plus grand et de façon superficielle, car ils ne sont pas apparentés, au tarpon actuel.

## Paléobiologie

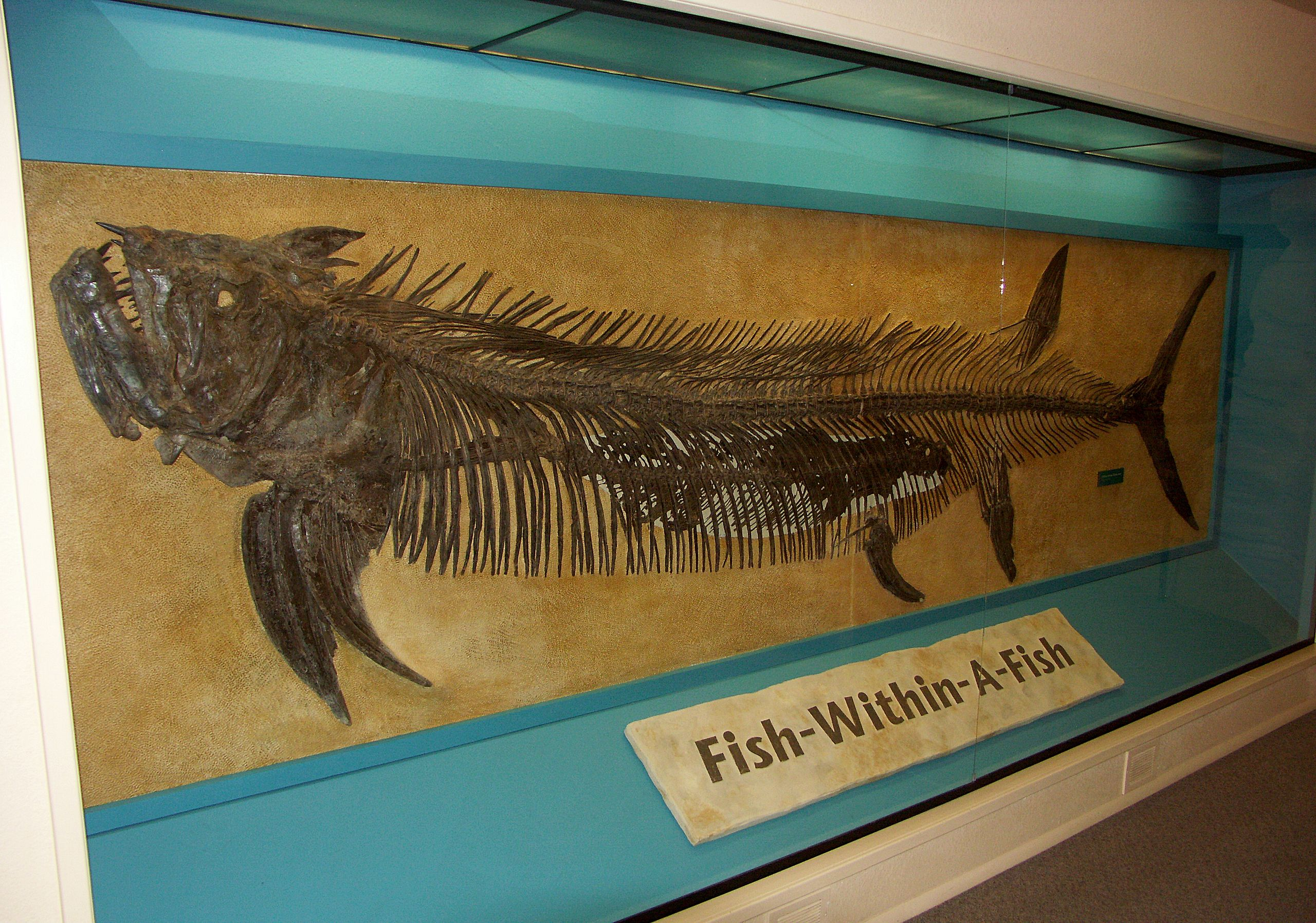
Xiphactinus audax fossile de 4 mètres découvert par George F. Sternberg avec, dans son estomac, un Gillicus arcuatus de 1.80 mètre (autre ichthyodectidé). Sternberg Museum of Natural History de Hays (Kansas).

Xiphactinus audax était un prédateur actif de poissons : au moins une douzaine de spécimens fossiles de X. audax ont été retrouvés, avec dans le corps, des restes non digérés ou partiellement digérés de poissons qu'ils avaient capturés. Les paléontologues en ont déduit que ces Xiphactinus étaient morts d'insatiabilité, n'ayant pas pu faire passer des proies aussi grosses dans leur tube digestif.
En 2010, un autre Xiphactinus audax a été retrouvé dans le Manitoba (Canada) avec dans sa mâchoire une palette natatoire de mosasaure.